# マール社
株式会社マール社（マールしゃ）は、日本の出版社の一つである。創業は1975年。社名にはドイツ語（Maar）と古スコットランド語（merl）による2つの意味を重ねている。主に美術・出版関係の書籍を出版している。

## 主な出版物
- オーギュスト・ラシネ著『民族衣装』『続 民族衣装』（マールカラー文庫）